# 부갑상샘 호르몬
부갑상샘 호르몬(영어: parathyroid hormone, PTH, parathormone, parathyrin)은 뼈, 장기, 소장에 대한 영향을 통해 혈청 칼슘 농도를 조절하는 부갑상샘에 의해 분비되는 펩타이드 호르몬이다.
PTH는 시간이 지남에 따라 골조직이 골흡수되고 골형성되는 과정인 뼈 리모델링(Bone remodeling)에 영향을 준다. PTH는 낮은 혈청 칼슘(Ca2+) 수준에 반응하여 분비된다.